# Juan Carlos Ramis Jiménez
Juan Carlos Ramis Jiménez (Chantada, 1962) és un dibuixant d'historietes gallec.
Tot i que inicialment publicava humor negre (per a Lecturas) o eròtic (per a Norma Editorial), l'etapa més recordada de Ramis com a humorista gràfic va ser quan publicava a les revistes juvenils d'Edicions B Mortadelo, Zipi y Zape (posteriorment Super Mortadelo i Super Zipi y Zape) i TBO. També va publicar durant molts anys vinyetes humorístiques a Revista de Badalona.
Va ser un dels artistes més prolífics de la casa als anys 80 i 90, creant els personatges d'Alfalfo Romeo i Sporty per a la capçalera Mortadelo; Los Xunguis, junt a Joaquín Cera per a Zipi y Zape i herentant la secció El rollo del día a TBO, creada per Vázquez. També col·laboraria a l'última etapa de la revista Guai!, arribant a dibuixar algunes portades. La seua primera col·laboració a Edicions B va ser la sèrie Estrellito Castro a la revista de curta vida Superlópez.
Amb el tancament de les revistes d'historieta, Ramis continuaria, com a guionista i colorista amb Cera, publicant els Xunguis, a més de col·laborar amb el projecte per ressuscitar els personatges d'Escobar, Zipi i Zape.